# Swanton Novers
Swanton Novers est un village et une paroisse civile du Norfolk, en Angleterre.